# Rita Nuñez Medina

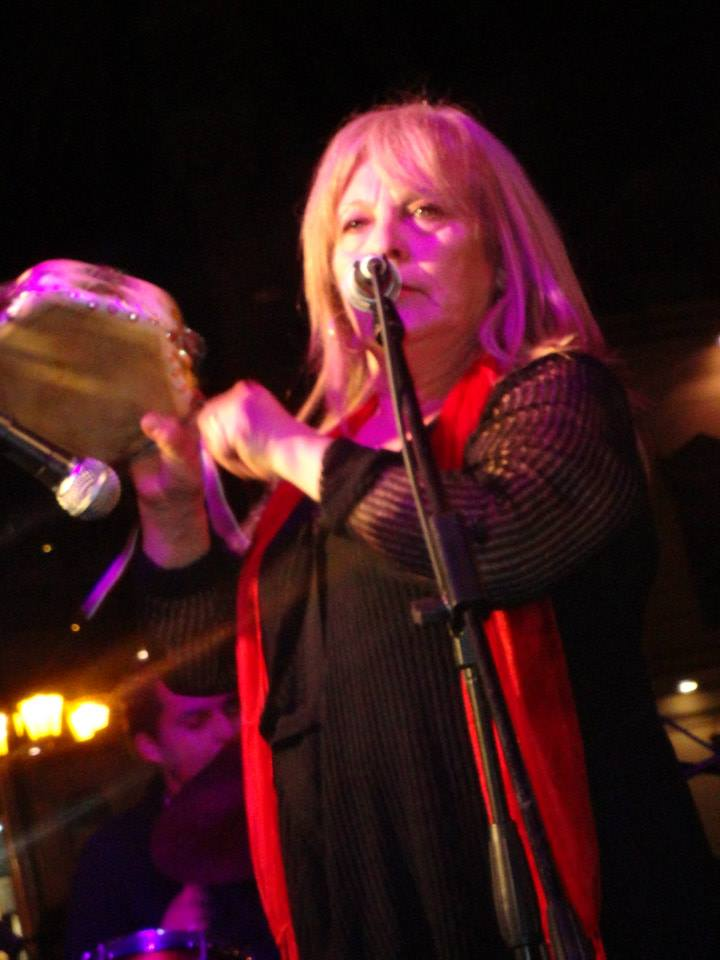
Rita Nuñez Medina. Creadora de la Danza de la Cueca Brava."Cumbre Cuequera Coquimbo. 2013"

Rita Teresa Nuñez Medina (Santiago, 14 de abril de 1951) es una música chilena, hija del creador del concepto de cueca brava, Hernán Núñez Oyarce, dedicada a continuar con la tradición dejada por su padre.

## Biografía

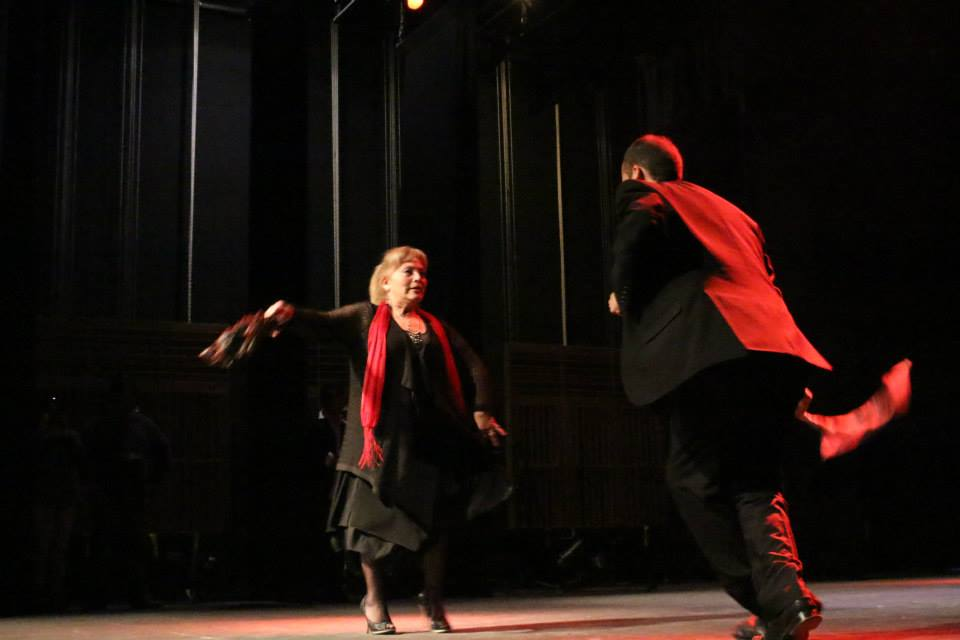
Rita Nuñez Medina.

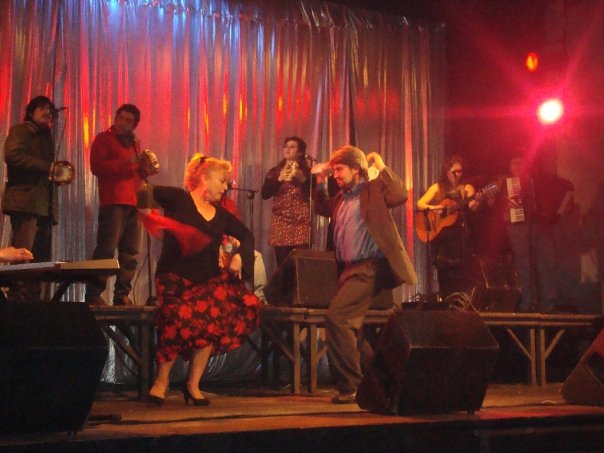
Rita Nuñez Medina en un encuentro de cueca.

Nuñez terminó su educación formal en la Escuela Técnica N° 2, ubicada en la comuna Estación Central de Santiago. En esta comuna conoció los ambientes de la cueca bajo el alero de su padre y tuvo la oportunidad de compartir con exponentes del folclor chileno, como Álvaro Carvallo, Eduardo Mesías, Luis Araneda, Raúl Lizama , Manolo Santis, Mario Catalán, Rafael Andrade, Rafael Cubillos, Jorge Montiel, entre otros.[cita requerida]
A los catorce años fue integrada por Héctor Pavez en el Conjunto Millaray, compuesto por alumnos de la folclorista Margot Loyola. Allí Nuñez aprendió bailes y cantos típicos nacionales, y se presentó en diversas peñas y localidades del país.[cita requerida]
Luego del golpe de Estado se fue al extranjero, para volver a Chile en la década de los ochenta y retomar contacto con Héctor Pavez Pizarro, hijo de Héctor Pavez, con el cual realizaron una serie de presentaciones. Al igual que su padre, Rita también enseña danza y canto de la cueca. Ha formado varios grupos que en la actualidad acompañan sus presentaciones en el país.[cita requerida]

## Reconocimientos
Los Matices del Perú al Mundo, 12 de octubre de 2012.[cita requerida]